# 405 a.C.
Il 405 a.C. (CDV a.C. in numeri romani) è un anno  del V secolo a.C.

## Eventi
- Battaglia di Egospotami (Dardanelli): decisiva vittoria degli Spartani, comandati da Lisandro, sulla flotta ateniese, completamente distrutta
- Assedio di Siracusa (405 a.C.) da parte di Imilcone
- Roma
  - Tribuni consolari Tito Quinzio Capitolino Barbato, Aulo Manlio Vulsone Capitolino, Quinto Quinzio Cincinnato, Lucio Furio Medullino, Gaio Giulio Iullo  e Manio Emilio Mamercino
  - Comincia la terza guerra Veiente: Roma porta l'assedio delle mura di Veio, che sarebbe durato per 10 anni

## Morti
- Cefisodoto di Atene, ammiraglio ateniese
- Filocle, ammiraglio ateniese
- Lisippo Comico, commediografo greco antico (n. 470 a.C.)
- Menandro, ammiraglio ateniese
- Tideo di Atene, ammiraglio ateniese